# Ellen Naarendorp
Ellen Naarendorp is een Surinaams politicus, adviseur en bestuurder. Ze is adviseur op landelijk politiek niveau geweest op het gebied van milieu en gezondheidszorg. Na de Telefooncoup van december 1990 was ze ruim een half jaar minister van Volksgezondheid in het kabinet-Kraag. Van 2013 tot 2015 was ze directeur op het ministerie van Buitenlandse Zaken.

## Biografie
Naarendorp is rond 1946/1947 geboren en getogen in Suriname. Ze is een zus van Henk Naarendorp, die grote belangen heeft in de goudsector.  De oud-minister en ambassadeur Harvey Naarendorp, met wie Henk samenwerkte in NaNa, is hun neef.
Ze ging in 1961 naar Nederland waar ze haar voortgezet onderwijs afmaakte en vervolgens slaagde voor de titel van doctorandus in de biologie aan de Rijksuniversiteit Utrecht. Vervolgens was ze vijf jaar lang lerares biologie. Sinds 1979 werkte ze op de faculteit Geneeskunde van de Universiteit van Suriname als assistent-fysioloog, waarin ze medisch studenten begeleide tijdens hun onderzoek. In 1982 was ze mede-oprichter van het Bedrijf Geneesmiddelen Voorziening Suriname. In 1984 was ze mede-oprichter en tot 1988 decaan van de faculteit Techniek. Na de Telefooncoup in december 1990 was ze vanaf januari 1991 ruim een half jaar minister van Volksgezondheid in het kabinet-Kraag.
Tijdens de regering-Wijdenbosch II was ze betrokken bij de inrichting van het Nationaal Instituut voor Milieu en Ontwikkeling in Suriname (NIMOS). Van 1994 tot 2005 was ze adviseur gezondheidszorg in de Raad van Ministers, vanaf 2010 adviseur van president Bouterse op milieugebied en van 2013 tot 2015 directeur van het ministerie van Buitenlandse Zaken. In 2015 kreeg ze kritiek toen ze op de STVS de uitspraak deed: "Kwik is (zo) niet gevaarlijk, alleen sommige vormen en je kan het drinken."
Daarnaast is ze sinds de oprichting in 2018 voorzitter van de Stichting Pluimvee Kwekerscollectief en sinds de oprichting in 2019 voorzitter van het Instituut voor de Dekolonisatie van Suriname.